# リムペットマイン

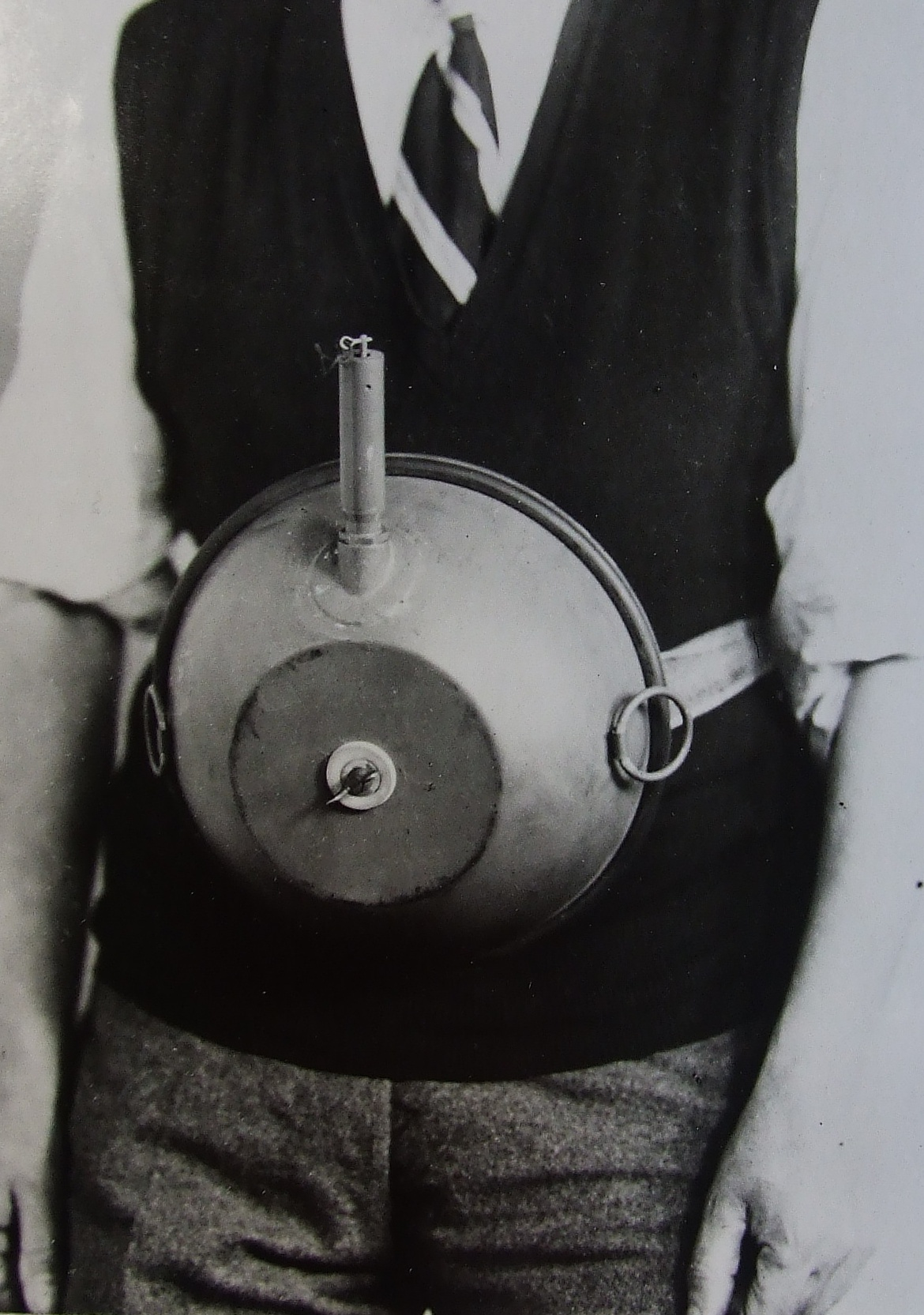
イギリスの発明家セシル・ヴァンデピール・クラークが初期のリムペットマインを装着しているところ。水雷は支持板に取り付けられており、ダイバーが使用する際にはこの位置に保持された。

リムペットマイン (limpet mine) は、艦船などに対する破壊工作に用いられる水雷のうち、船底に磁力などで吸着・密着させ、時限ないしは遠隔操作によって爆発させるタイプのもの。「吸着爆弾」とも呼ばれる。
工作員を港湾に潜入させて、艦船に対する破壊工作を仕掛けるときに用いられる。

## 概要
英語で「limpet」はカサガイ類を意味し、「mine」は元来は鉱山の採掘坑を、転じて要塞への爆破工作のために掘られた地下坑道を経て、機雷や水雷、地雷など軍事上の爆破工作に用いられる装置をも指すようになった語である。岩盤などに強力に吸着するカサガイ類のように、対象物（主に船底）に吸着して仕掛けることからこの名がついた。
リムペットマインは工作員やフロッグマンによっても取り付けられる。こうした水雷は通常、水面下での操作を容易なものとするよう、本体の密度は水よりもわずかに重く設計されている。また通常は時限信管により作動する。こうした水雷の多くは処理防止装置を備え、ダイバーにより船底から引き剥がしたり、爆破によって除去しようとすると自爆する機構を備える。工作員に仕掛けられたものを発見した後、水雷を無効化するには、内部構造を精査し、高爆速の爆薬を使用して信管もしくは電池を破壊する必要がある。
一般に人員で運搬できる程度のサイズで、爆発の威力もそれほど大きくはない。実際の運用では目標艦艇の重要部分であるソナー及び推進装置、舵、スラスター、注排水口付近に仕掛けられる事が多い（この場合は、沈没した船体が回収できれば、修理して再利用することができ、効果は一時的なものにとどまる）。しかし竜骨を損傷するように仕掛けることによって当該船舶の修理を不可能とする程度の重大な損傷を与えることも可能である。しばしばリムペットマインには小型のプロペラが装備され、この装置は艦船が一定距離を航行した後に水雷を起爆させる。これにより、航行に利用される水道内や、容易にはサルベージできない深海域で沈没させることができる。深みに沈んだ場合には沈没原因を特定することは難しくなる。これらは艦船の停泊中にしか設置できず、また設置には大きな危険を伴うために、実戦で使用された例は少ない。

## 歴史
リムペットマインを最初に用いたのはイタリアのダイバーであり、1918年11月1日、彼らはクロアチアのプーラ港でテゲトフ級弩級戦艦フィリブス・ウニティスを撃沈した。ダイバーは潜入と水雷の輸送に際して人間魚雷を使用した。
1938年12月、新規の部隊がイギリス軍内で創設され、すぐに軍情報部（研究）として知られることとなった。通常MI(R)と略され、またしばしばMIRともされる。MI(R)は、当初MI(R)cと呼ばれた技術部門を吸収した。1939年4月、MIR部長のジョー・ホーランドは彼の旧友であるミリス・ローランド・ジェフリーズ少佐(1899年--1963年)を技術部のディレクターに引き入れ、彼の指導力の下、設計班は手広く新兵器の開発を行った。
ジェフリーズの最初期のアイデアの一つに、ボートの後ろに曳航する爆弾の一種があり、これで通過した船舶の船体に爆弾を取り付けられるというものだった。重量級の爆弾を船舶に固着すること、その信頼性が問題だった。そこではっきりした答えは、可能な限り強力な磁石が使われねばならないということだった。
1939年6月、ジェフリーズは当時人気だった科学雑誌『アームチェアー・サイエンス』の一冊を読み、この中には磁石に関する小記事が含まれていた。
1939年6月17日、彼はこの磁石についてもっと情報を得るために雑誌の編集者と連絡を取った。この編集者は発明家スチュアート・マクリーであった。

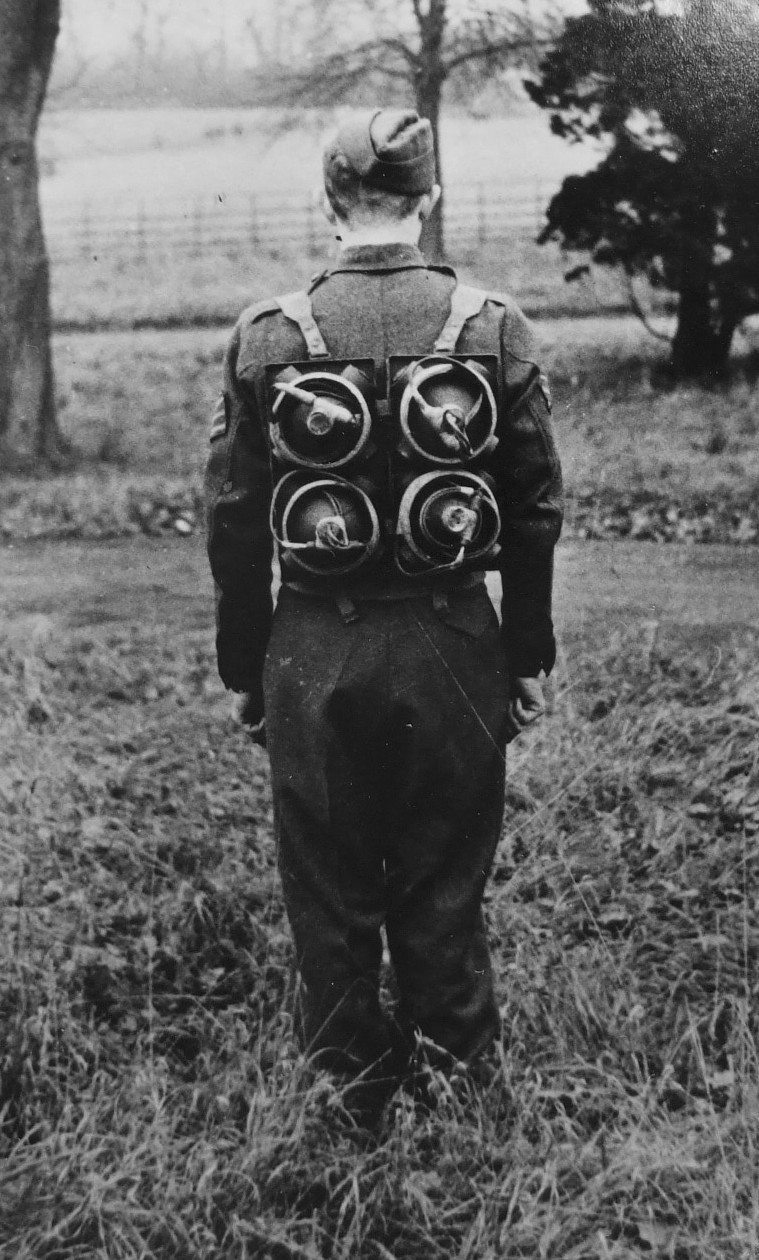
別種の吸着爆弾。

第一次世界大戦の時、マクリーは航空機から手榴弾を投下する装置の開発に短期間従事しており、彼はこうした挑戦へ復帰し、取り組むことを切望していた。ジェフリーズの連絡が来ると、すぐ彼は実験を行い、試作品を作ると約束した。マクリーはトレーラーハウスとトレーラー雑誌の編集者であり、軽量トレーラー会社の取締役を勤めていたセシル・ヴァンデピール・クラークに連絡した。マクリーは2年前、トレーラーハウスにおけるクラークの研究に感銘を受けていた。また彼はクラークの専門知識と工場の使用を必要としていた。マクリーとクラークはすぐ、新兵器の設計を行う上で協力することに同意した。しかし彼らは、実際的ではないことから、どのようなものであれ曳航式の水雷というアイデアを速やかに断念した。その代わり彼らは、ダイバーが輸送でき、直接艦船に設置できる爆弾に取り組んだ。新しい兵器はリムペットマインとして知られることとなった。最初のバージョンは数週間で組み立てられた。この発明品の設計には、吸着のためのリング状の小型強力な磁石が含まれた。また起爆部分には、緩やかに溶解するアニシード・ボールの菓子が用いられたが、これは退避に必須の時間を与えるためだった。
宣戦布告の直前、マクリーの名前がホーランドに示され、彼はマクリーと面会するよう手配した。ホーランドは、マクリーがジェフリーズのための良い副官になるだろうと考えていた。彼はマクリーが有能な管理者であり、彼の才能を適切に維持できるだろうとみなしていた。マクリーは陸軍省に民間人として加わり、ホーランドは1939年10月にマクリーが委員会に加入するよう処置した。
クラークは一般人として最高機密の「カルティベーター No.6」計画に参加し、後に軍に入った。彼はコリン・ガビンスと特殊作戦執行部（SOE）に勤務し、後には秘密情報部が持つ養成学校の士官学校長に任命された。1942年、彼がMD1に転属したとき、結局マクレーと再会することになった。
第二次世界大戦中、イギリス軍が使用した「リギッド・リムペット（堅いカサガイ）」には爆薬が2.0kgしか充填されていなかったが、水線下2mに仕掛けられたリムペットマインは非装甲の船舶に大きな破孔を開けられた。SOEの工作員は1.5m長の設置用の棒を供給された。
吸着地雷のように陸上で使用するため、「ハマグリ」(Clam)と呼ばれるより小型のバージョンの開発がイギリス製のリムペットマインから進められた。これがドイツ国防軍陸軍の装甲戦闘車輌に用いられた後、ドイツではこれに対処するためツィンメリット・コーティングを開発した。

## 投入例

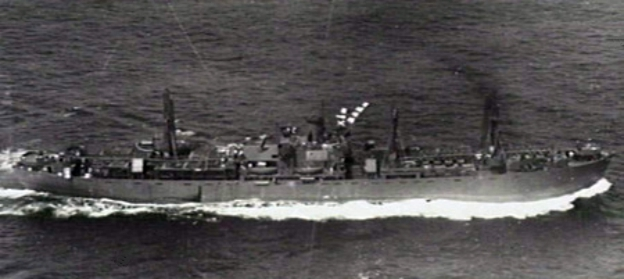
リバティ船の1隻、SSハリソン・グレイ・オーティス。1943年8月4日、ジブラルタルにてイタリア軍のリムペットマインにより大破。乗員2名が死亡、船はスクラップとなった

この投入のうち、もっとも大規模な例の一つとしてジェイウィック作戦がある。これは第二次世界大戦中に実施された特殊作戦だった。1943年9月、14名の連合軍特殊部隊員により「Z特別部隊」が編成され、シンガポール港で日本軍の輸送を奇襲して7隻の船舶に損害を与えた。彼らは港湾内をパドルで漕ぎ渡り、隠された出撃場所に戻る前に、リムペットマインを数隻の日本の輸送船に設置した。爆破の結果、リムペットマインは7隻の日本側船舶を撃沈したか大破させた。被害総トン数は39,000t以上から成るものだった。
イギリス特殊作戦部隊によるリムペットマイン投入の一例には、1942年、フランスのボルドーに停泊する商船を狙い、使用不能または撃沈を企図したフランクトン作戦がある。この作戦は映画「The Cockleshell Heroes」の主題となった。
1944年、イギリス特殊作戦執行部により編成された「ノルウェー独立中隊1」はリムペットマインを用いてMSモンテ・ローザを攻撃した。1945年1月16日、輸送船ドナウの左舷側に沿い、喫水線下50cmに10個のリムペットマインが仕掛けられた。これらの爆弾はドナウがオスロ・フィヨルドを離れ、公海に到達したときに爆発するよう調節されていた。しかし出発時間が遅れ、ドナウが港の先のドレーバク水道に到着する前に爆発が生じ、船は沈没した。
1958年9月、アルジェリア戦争中にはトゥーロン港に停泊中のリシュリュー級戦艦の2番艦ジャン・バール (戦艦・2代)に、FLNの水中破壊工作部隊による船底へのリムペットマインの装着事件が起きたが、これは失敗した。
1980年、リムペットマインは「シエラ」号の撃沈に用いられた。この捕鯨船はシーシェパードと対立した後、ポルトガルでドック入りした際に攻撃を受けた。
他の使用例として、1985年7月10日、ニュージーランドのオークランド港でフランスの対外治安総局(DGSE)が工作員を投入し、グリーンピースの所有する「レインボー・ウォーリア号」を沈没させた。。
エジプト軍のリムペットマインは、アフガニスタン紛争中、ムジャーヒディーンが使用するためCIAの手で改良を加えられた。これらはソ連のトラックに対して使用された。